# Saint-Vite
Saint-Vite é uma comuna francesa na região administrativa da Nova Aquitânia, no departamento Lot-et-Garonne. Estende-se por uma área de 5,47 km². Em 2010 a comuna tinha 1 193 habitantes (densidade: 218,1 hab./km²).